# Svízel přítula
Svízel přítula (Galium aparine) je hojná rostlina z čeledi mořenovitých, rozšířená v podstatě po celém světě.

## Název
Český název charakterizuje chování rostliny, která se v kontaktu s člověkem nebo zvířetem přichytává svými chlupy na srst nebo na oblečení. Německý název je Kletten-Labkraut, anglický Cleavers, slovenský lipkavec obyčajný a ruský podmarennik cepkij. Lidově se mu říká přítula, svízel, lepenice, lepký rozmarýn nebo opřástka.

## Popis
Svízel přítula je jednoletý plevel, který dorůstá délky 30–150 cm.
Kořen je kůlovitý, může být jednoduchý nebo větvený.
Lodyha je čtyřhranná popínavá nebo poléhavá. Z hran lodyhy vyrůstají tuhé nazpět zahnuté háčkovité chlupy, kterými se svízel přichytává k okolním rostlinám.
Listy jsou jednožilné, mají kopinatý až obkopinatý tvar a jsou zúžené v osinkatou špičku. Uspořádány jsou po 6–9 ve zdánlivých přeslenech. Čepele listů jsou po obvodu osténkaté, na lícní straně krátce chlupaté, až olysalé. Na spodní straně je patrná osténkatá žilnatina.
Květy jsou oboupohlavné, bílé až nazelenalé. Rozlišeny jsou na kalich a korunu. Koruna má nálevkovitý tvar, v průměru 1,5–1,7 mm. Kalich je zakrnělý. Květenstvím jsou 1–7 květé vidlany. Svízel kvete od května do září.
Plody jsou dvounažky s průměrem 3,2 mm. Jejich povrch je pokryt bradavkami s háčkovitými ostny, které se snadno ulamují. Nažky jsou oválné až kruhovité, šedohnědé až šedozelené, v době zralosti se poltí na dva díly (někdy může být vyvinut jen jeden díl plodu). Bradavky a ostny jsou světlejší. Na spodní straně nažky je hluboká prohlubeň. Na jedné rostlině uzraje 100 až 500 nažek, které ale po dozrání díky tvrdé slupce špatně klíčí. Klíčivost nažek se zvyšuje po přezimování v půdě, kde zůstávají schopné vyklíčit i několik let. Nažky většinou dozrávají zároveň s obilninami, proto s nimi mohou být z velké části sklizeny.

## Šíření
Plevel se šíří osivem obilnin, vodou, vyklíčením na stanovištích a pohybem zvířat, v jejichž srsti se nažky zachytí.

## Výskyt
Svízel přítula je domácí druh téměř v celé Evropě a Asii, později byl zavlečen do Jižní a Severní Ameriky. Dnes se vyskytuje téměř na celém světě.
Bylina dává přednost čerstvě vlhkým, kyprým, živinami bohatým půdám, roste ale i na vysýchavých nebo písčitých stanovištích.
V České republice je rozšířen na celém území – od nížin až do podhorských, místy až horských oblastí. Roste v křovinách, v pobřežních houštinách, ve světlých lesích, v sadech, na rumištích, na hromadách hnoje a v polích, kde zapleveluje plodiny, hlavě obilniny a luskoviny. Svízel je odolný vůči zastínění, a proto se může vyskytovat i v hustých porostech.

## Význam

### Škodlivost
Svízel je plevel, který způsobuje poléhání obilí a zhoršuje kvalitu sklizně i píce. Šíří se díky vysokému zastoupení ozimů a odolnosti vůči většině používaných herbicidů. Nejúčinnějšími herbicidy proti svízeli jsou: fluroxypyr, amidosulfuron, clomazone, quinmerac, ethofumesat, triflusulfuron a metamitron.

### Užitečnost
Stejně jako svízel syřišťový (Galium verum) obsahuje svízel přítula v nati glykosid galiosin, rubiadinglykosid a asperulosid, stopy silice, minerály, třísloviny, saponiny a četné enzymy. Slouží k ošetřování vředů, jako diuretikum při otocích, křečích a onemocněních močových cest, ve formě koupelí při špatně se hojících ranách, vyrážkách a v obkladech na popáleniny.